# Jens Mathisen
Jens Christian Mathisen, född 10 februari 1926, död 2003, var en norsk sångare, låtskrivare och konstnär, som under en tid var verksam i Sverige.

## Musikern
Jens Mathisen började sin karriär som musiker i duon Jens och Erik på 1940-talet. Han skrev såväl melodier som texter och gjorde mer än 80 grammofoninspelningar.

## Konstnären
Inspirerad av sin morbror/farbror konstnären Henrik Sørensen utbildade sig Jens Mathisen vid Statens håndverks- og kunstindustriskole i Oslo samt Konstakademien i Stockholm. Sin första egna utställning hade han i Norge 1959. I Sverige hade han flera utställningar innan han återvände till hemlandet och bosatte sig i Nesoddens kommun där han byggde upp en ateljé.
Hans verk finns representerade vid Tekniska museet i Stockholm, Värmlands Museum i Karlstad, Norges Bank, Bergen Bank, ABC Bank, Oslo universitet, FN-huset i New York, Kulturrådet i Holmsbu och Polisen i Oslo.

## Privatliv
Jens Mathisen gifte sig 1953 med dansaren och skådespelaren Topsy Håkansson (född 1926). Paret var på 1950-talet bosatt i Lidingö och flyttade 1961 till Norge.